# Rave the Reqviem
Rave the Reqviem (parfois appelé RTR ou Chvrch of RTR) est un groupe suédois de metal industriel, originaire de Borgholm. Formés par Filip Lönnqvist à la fin de l'année 2011, ils sont signés par le label discographique indépendant allemand Out of Line Music.

## Histoire
Filip Lönnqvist forme le groupe à l'automne 2011, avec sa mère Carola. Fin 2017, Carola Lönnqvist quitte le groupe, et est remplacée par Jenny Fagerstrandh. Avant de rejoindre Rave the Reqviem, Fagerstrandh faisait partie d'un groupe nommé Rockaholic avec un autre membre de RTR, Frank Petersson.
En 2014, le groupe commence à gagner en popularité en Russie grâce au site de médias sociaux VK, et joue deux fois à Moscou et une fois à Saint-Pétersbourg en 2023,. En 2019, le pianiste Erik Cederberg quitte le groupe, remplacé plus tard par Rickard Lindgren. Rave the Reqviem se produit à l'Infest, le samedi 24 août 2019. 
Fagerstrandh quitte le groupe en 2020, et est remplacé par Jennie Nord. Le 27 avril 2023, Rave the Reqviem sort le quatrième single de leur prochain album EX-EDEN, How to Hate Again, avec Joacim « Jake E » Lundberg de Cyhra.

## Style musical et influences
Le groupe incorpore notamment des thèmes religieux (en particulier le Nouveau Testament) dans ses monikers, titres d'albums, titres de chansons et paroles. Dans une interview de 2017 avec Inferno Sound Diaries, le fondateur Filip Lönnqvist cite la Bible comme sa « source d'inspiration préférée », mais décrit la musique comme étant « [sa] religion ».
Comme pour leur nom, Rave the Reqviem remplace notamment toutes les occurrences de la lettre u dans les titres de leurs albums, de leurs chansons et de leurs messages sur les réseaux sociaux par un v, une pratique courante dans la langue anglaise écrite avant le XVIe siècle. 

## Membres
Chaque membre de Rave the Reqviem utilise un pseudonyme à thème religieux.

### Membres actuels
- Filip Lönnqvist (The Prophet) - voix, guitares, basse, synthétiseur (depuis 2011)
- Jennie Nord (The Sister Svperior) - voix (depuis 2020)
- Rickard Lindgren (The Cantor) - voix, percussions, claviers (depuis 2019)
- Petter Perseius (The Archbishop) - basse (depuis 2011)
- Frank Petersson (The Deacon) - batterie (depuis 2011)

### Anciens membres
- Carola Lönnqvist (The Holy Mother) - chant (2011-2017)
- Erik Cederberg (The Huigh Priest) - claviers, chœurs (2011-2019)[8]
- Jenny Fagerstrandh (The Seraph) - voix (2017-2020)

## Discographie
- 2014 : Rave the Reqviem
- 2016 : The Gospel of Nil
- 2018 : FVNERAL [sic]
- 2020 : Stigmata Itch
- 2023 : EX-EDEN